# Zhang Li (szpadzistka)
Zhang Li (chiń. 张莉; ur. 29 listopada 1981 w prowincji Liaoning) – chińska szpadzistka, dwukrotna medalistka mistrzostw świata.
Podczas mistrzostw świata w Turynie w 2006 roku Chinki w składzie: Li Na, Luo Xiaojuan, Zhang Li i Zhong Weiping zdobyły złoty medal w turnieju drużynowym. W tej samej konkurencji zdobyła także srebrny medal na mistrzostwach świata w Pekinie dwa lata później.
Wystartowała na igrzyskach olimpijskich w Atenach w 2004 roku, gdzie była szósta drużynowo i indywidualnie. 
Ponadto zdobyła srebrny medal drużynowo na igrzyskach azjatyckich w Pusan (2002) oraz złoty drużynowo na igrzyskach azjatyckich w Doha (2006).